# ميكي إدلستاين
ميكي إدلستاين (بالعبرية: מיקי אדלשטיין‏) هو محارب إسرائيلي، ولد في 1967 في عومر في إسرائيل.